# Каменка (Александровский район, Оренбургская область)
Каменка — село в Александровском районе Оренбургской области России. Входит в состав Ждановского сельсовета.

## География
Село находится в западной части Оренбургской области, в пределах предуральской сильноволнистой возвышенности Общего Сырта, на левом берегу реки Малый Уран, на расстоянии примерно 24 километров (по прямой) к югу от села Александровки, административного центра района. Абсолютная высота — 239 метров над уровнем моря.
Климат
Климат характеризуется как резко континентальный, засушливый, с холодной малоснежной зимой и жарким летом. Средняя температура воздуха самого тёплого месяца (июля) — 20 °C (абсолютный максимум — 38 °С); самого холодного (января) — −15 °C (абсолютный минимум — −42 °С). Безморозный период длится около 150 дней в году. Снежный покров держится в среднем около 145—150 дней в году.
Часовой пояс
Село Каменка, как и вся Оренбургская область, находится в часовой зоне МСК+2. Смещение применяемого времени относительно UTC составляет +5:00.

## Население
| 2010 |
| ---- |
| 417  |

Гендерный состав
По данным Всероссийской переписи населения 2010 года в гендерной структуре населения мужчины составляли 47 %, женщины — соответственно 53 %.
Национальный состав
Согласно результатам переписи 2002 года, в национальной структуре населения русские составляли 55 % из 557 чел.

## Инфраструктура
Действуют школа, детский сад, фельдшерско-акушерский пункт и библиотека.

## Улицы
Уличная сеть села состоит из семи улиц.